# Сант'Орзола (Тренто)
Сант'Орзола је насеље у Италији у округу Тренто, региону Трентино-Јужни Тирол.
Према процени из 2011. у насељу је живело 294 становника. Насеље се налази на надморској висини од 957 м.